# José Luis Coo
José Luis Coo (1862-1923) fue un ingeniero y político chileno, que ejerció algunos puestos en la administración pública, siendo el más importante el de alcalde de la comuna de Puente Alto, el cual desempeñó en varias ocasiones. En la misma localidad, fue propietario, junto a su cónyuge, del gigantesco fundo "San Carlos" y su bodega dedicada a la creación de vino, el cual fue declarado Monumento Nacional en 1995. Según historiadores, fue un «destacado y brillante hombre público de gran inteligencia»; a modo de homenaje, una calle de Puente Alto lleva su nombre.

## Familia y estudios

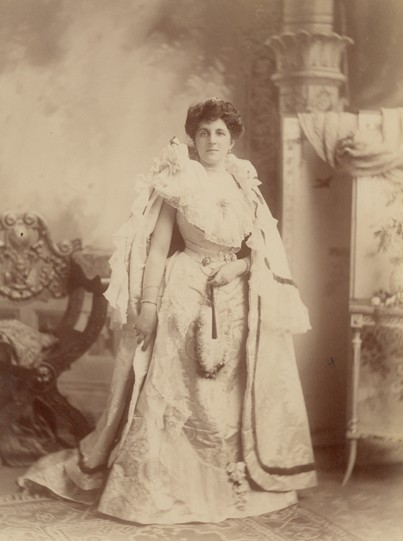
Retrato de Elena Tocornal Bustamante usando vestido, en 1893.

Nacido en 1862, realizó sus estudios superiores en la Escuela de Ingeniería de la Universidad de Chile, titulándose como ingeniero civil a mediados de la década de 1880. Se casó con Elena Tocornal Bustamante, ama de casa que formaba parte de una adinerada familia terrateniente de la comuna de Puente Alto (compuesta por Francisco Xavier Tocornal Grez y Beatriz Bustamante y Valdivieso), con quien tuvo tres hijos: José Luis, Germán y Santiago.

## Carrera profesional
Se dedicó a ejercer su profesión como ingeniero de la Compañía de Consumidores de Gas de Santiago, de la que más tarde fungió como presidente, rol que mantuvo hasta su fallecimiento. Fue amigo íntimo del abogado y político Germán Riesco, quien sería presidente de la República entre 1901 y 1906, siendo por encargo suyo autor de la construcción de la Quinta de las Rosas, un inmueble ubicado en la comuna de Maipú y usado como casa de descanso por ese exmandatario. Por otro lado, fue socio fundador de la Sociedad de Matemáticas, desempeñándose como su director entre 1901 y 1902.
También, actuó en el mundo agrícola y vitivinícola, adquiriendo, en 1895, el fundo "San Carlos", que posteriormente se convirtió en una importante bodega de vino que fue conocida como «El Castellón». Falleció en 1923, y desde entonces sus hijos administraron el terreno hasta 1948, año en que la propiedad se vendió y sus nuevos propietarios continuaron sus funciones hasta que en 1978 cerró definitivamente sus puertas.
Dicho fundo fue declarado Monumento Nacional en la categoría de Histórico en septiembre de 1995, durante el gobierno del presidente Eduardo Frei Ruiz-Tagle, y tuvo muchos proyectos de restauración; sin embargo, ninguno se llevó a cabo. En la actualidad, el inmueble del predio se encuentra en completo abandono.

## Carrera política
En el ámbito político, ejerció como primer subdelegado y, luego, alcalde de la Municipalidad de Puente Alto, cargos que ocupó por varios periodos con el objetivo, según sus propias declaraciones, «de aportar en el progreso de la villa». Bajo su administración edilicia, empezó a adquirir perfiles de futura gran ciudad la cual se aprecia en la actualidad trazando los planos del pueblo, la plaza de armas y las primeras calles, terminando con el nombre de «El Pueblo de las Arañas», que era como empezó llamándose la comuna en los primeros años, ya que en ese entonces dichos animales tenían invadidos los campos.